# Escaping tendency
In termodinamica il termine escaping tendency viene usato per indicare la tendenza di un soluto a lasciare la soluzione.
Più generalmente indica la tendenza di un composto chimico a passare da una fase a un'altra.
Tale proprietà viene misurata dalla fugacità.